# Museu de Geologia
O Museu de Geologia é um museu brasileiro criado em janeiro de 1995, localizado em Santa Teresa, Porto Alegre, Rio Grande do Sul. Está aberto ao público de segunda a sexta-feira, das 9h às 12h e das 14h às 17h, exceto feriados e as visitas apenas ocorrem mediante agendamentos por meio do telefone (51)3406-7300 ou e-mail museugeo@cprm.gov.br.
O trabalho tem ajuda do Projeto de Apoio a Escolas (PAE), também fundado em 1995 (3 de outubro) visando aumentar o conhecimento das questões geológicasas para os estudantes, tanto nas escolas quanto universidades por meio de exposições, visitas guiadas, dicas de referências bibliográficas, apoio a pesquisas nessa área, palestras e oficinas.
Pertence à Companhia de Pesquisa de Recursos Minerais (CPRM), uma empresa pública vinculada ao Ministério de Minas e Energia, e tem como missão promover a divulgação das geociências, mostrando a beleza do reino mineral e difundindo seus fundamentos científicos. Além de exibir belos cristais ou exóticos arranjos de minerais, promove  exposições, palestras em escolas, intercâmbio com outros museus e com colecionadores, doações de minerais e rochas a escolas e a alunos, também mantendo serviço gratuito de orientação técnica e científica sobre questões relativas aos minerais, rochas e fósseis. Seu acervo compreende peças provenientes de 23 estados brasileiros e de 52 outros países, incluindo raridades como tectitos, meteoritos e minerais de bórax (que o Brasil não produz), além de pedras preciosas brutas (100 tipos) e lapidadas (62 tipos). A lulzaquita,espécie descrita no início de 2000, é outros dos minerais raros do seu acervo.